# 異雀五
異雀五（南極座δ，拉丁化為Delta Octantis）是南極座的一顆恆星，視星等4.32，具有土星南極極星的盛名。它是顆K2III級的橙色巨星，質量是太陽的1.2倍，半徑是太陽的25倍。這顆恆星的年齡與太陽相近，大約有43億年的歷史。

## 命名
在中國，將由歐洲引進的南半球星座融入中國的星官系統，命名為異雀，意思是異國情調的鳥，指由異雀五、天燕座ζ 、天燕座ι、天燕座β、天燕座γ、天燕座δ1、天燕座η、天燕座α和天燕座ε組成的星群。因此，南極座δ被稱為異雀五 。